# Trang Khả Trụ
Trang Khả Trụ (sinh tháng 2 năm 1955) là Trung tướng Không quân Quân Giải phóng Nhân dân Trung Quốc (PLAAF). Ông từng giữ chức Tư lệnh Không quân Chiến khu Trung ương, Tư lệnh Không quân Quân khu Bắc Kinh và Tư lệnh Không quân Quân khu Lan Châu.

## Tiểu sử
Trang Khả Trụ sinh tháng 2 năm 1955, người Diên Cát, tỉnh Cát Lâm. Tháng 3 năm 1974, ông nhập ngũ. Tháng 8 năm 1976, ông gia nhập Đảng Cộng sản Trung Quốc. Ông tốt nghiệp nghiên cứu sinh tại Đại học Sư phạm Vân Nam, chuyên ngành phần mềm máy tính và lý luận. Ông từng đảm nhiệm vai trò phi công, Trung đội trưởng, Đại đội trưởng, Phó Trung đoàn trưởng, Trung đoàn trưởng, Phó Sư đoàn trưởng và Sư đoàn trưởng.
Tháng 12 năm 1996, ông được bổ nhiệm làm Tham mưu trưởng Căn cứ Côn Minh Không quân. Tháng 12 năm 2000, ông được bổ nhiệm giữ chức Tư lệnh Căn cứ Côn Minh Không quân. Tháng 12 năm 2003, ông được bổ nhiệm làm Tư lệnh Sở Chỉ huy Côn Minh Không quân. Tháng 7 năm 2004, ông được bổ nhiệm giữ chức vụ Trợ lý Tham mưu trưởng Không quân PLA.
Tháng 1 năm 2005, ông được bổ nhiệm làm Ủy viên Thường vụ Đảng ủy Không quân Quân khu, Tham mưu trưởng Không quân Quân khu Lan Châu. Tháng 7 năm 2010, ông được bổ nhiệm giữ chức Ủy viên Thường vụ Đảng ủy Không quân Quân khu, Tham mưu trưởng Không quân Quân khu Quảng Châu.
Tháng 12 năm 2011, ông được bổ nhiệm làm Ủy viên Thường vụ Đảng ủy Quân khu, Phó Bí thư Đảng ủy Không quân Quân khu, Phó Tư lệnh Quân khu kiêm Tư lệnh Không quân Quân khu Lan Châu. Tháng 7 năm 2013, ông được bổ nhiệm giữ chức Phó Tư lệnh Quân khu Bắc Kinh kiêm Tư lệnh Không quân Quân khu Bắc Kinh.
Ngày 1 tháng 2 năm 2016, Chủ tịch Quân ủy Trung ương Tập Cận Bình tuyên bố giải thể 7 Quân khu là Bắc Kinh, Thẩm Dương, Tế Nam, Nam Kinh, Quảng Châu, Lan Châu và Thành Đô để thành lập 5 Chiến khu là Chiến khu Đông, Chiến khu Bắc, Chiến khu Nam, Chiến khu Tây và Chiến khu Trung ương. Trang Khả Trụ được bổ nhiệm giữ chức Tư lệnh Không quân Chiến khu Trung ương.
Tháng 12 năm 2018, sau khi Trang Khả Trụ đến 63 tuổi, thay cho ông ở vị trí Tư lệnh Không quân Chiến khu Trung ương là Hàn Thắng Diên.
Ông là đại biểu Quốc hội khóa XII (2013-2018).

## Lịch sử thụ phong quân hàm
| Quân hàm |             |             |  |  |  |  |  |  |  |  |  |
| Cấp bậc  | Thiếu tướng | Trung tướng |  |  |  |  |  |  |  |  |  |
|          |             |             |  |  |  |  |  |  |  |  |  |